# فرودگاه شهر کلیسپل
فرودگاه شهر کلیسپل (به انگلیسی: Kalispell City Airport) یک فرودگاه همگانی بهره‌برداری هوایی است که یک باند فرود آسفالت دارد و طول باند آن ۱۰۹۷ متر است. این فرودگاه در کشور ایالات متحده آمریکا قرار دارد و در ارتفاع ۸۹۴ متری از سطح دریا واقع شده است.